# Delitschia tetrasporella
Delitschia tetrasporella är en svampart som tillhör divisionen sporsäcksvampar, och som beskrevs av E.Robena Luck-Allen och Roy Franklin Cain. Delitschia tetrasporella ingår i släktet Delitschia, och familjen Delitschiaceae. Arten är reproducerande i Sverige.